# Авіаційний полк
Авіаці́йний полк (авп) — військова частина, основне тактичне формування ВПС, призначена для вирішення тактичних і оперативно-тактичних завдань.
Авп бувають: бомбардувальні, далекобомбардувальні, винищувально-бомбардувальні, винищувальні, штурмові, розвідувальні, армійської і транспортної авіації.
Авп складається зі штабу і кількох авіаційних ескадрилей, озброєних, як правило, однотипними літаками. Змішані авп мають в своєму складі різнорідну авіацію.
Авп входить до складу авіаційного з'єднання (окремий ап — до складу вищого авіаційного з'єднання або авіаційного об'єднання).
У Військах ППО країни авп входить до складу з'єднання (окремий ап — до складу об'єднання) ППО. У радянських ВПС авп вперше створені в 1938.

## Історія створення

### СРСР
На початок Великої Вітчизняної війни у радянських ВПС авп складалися з 4—5 ескадрилей загальною численністю до 60 літаків; у ході війни ап стали включати 3 ескадрильї і налічували 32 літаки (бомбардувальний ап) або 40 літаків (винищувальний і штурмовий ап).